# Cuba en los Juegos Paralímpicos de Tokio 2020
Cuba está representada en los Juegos Paralímpicos de Tokio 2020 por un total de 16 deportistas, 12 hombres y 4 mujeres.

## Medallistas
El equipo paralímpico cubano obtuvo las siguientes medallas:
| Nombre             | Deporte   | Evento                          |
| ------------------ | --------- | ------------------------------- |
| Oro                |           |                                 |
| Omara Durand       | Atletismo | 100 m T12 femenino              |
| Omara Durand       | Atletismo | 200 m T12 femenino              |
| Omara Durand       | Atletismo | 400 m T12 femenino              |
| Robiel Yankiel Sol | Atletismo | Salto de longitud T47 masculino |
| Plata              |           |                                 |
| Leinier Savón      | Atletismo | Salto de longitud T12 masculino |
| Bronce             |           |                                 |
| Leonardo Díaz      | Atletismo | Disco F56 masculino             |